# بني عتبان (أرحب)

تعديل مصدري - تعديل

بني عتبان هي إحدى قرى عزلة الثلث بمديرية أرحب التابعة لمحافظة صنعاء، بلغ تعداد سكانها 718 نسمة حسب تعداد اليمن لعام 2004.